# Gozd, Ajdovščina
Gozd je naselje v Občini Ajdovščina

## Prebivalstvo
Etnična sestava 1991:

Slovenci: 135 (100 %)